# Štembergar
Štembergar je priimek več ljudi:
- Barba Štembergar Zupan, keramičarka
- Vojko Štembergar (1945–2008), slovenski častnik